# NGC 7736
NGC 7736 é uma galáxia lenticular (S0) localizada na direcção da constelação de Aquarius. Possui uma declinação de -19° 27' 09" e uma ascensão recta de 23 horas, 42 minutos e 25,7 segundos.
A galáxia NGC 7736 foi descoberta em 1886 por Ormond Stone.